# Freema Agyeman

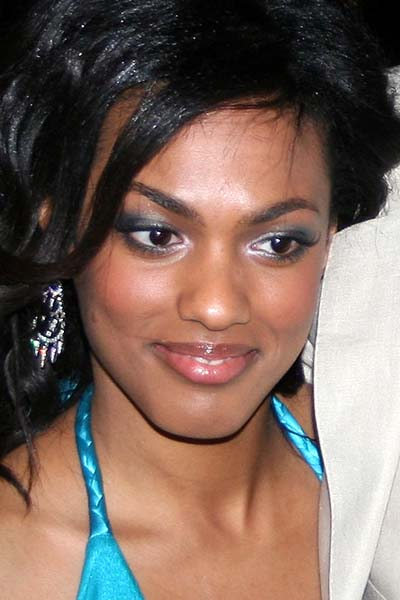
Freema Agyeman bei der Doctor-Who-Premiere der dritten Staffel, 2007

Freema Agyeman (* 20. März 1979 in London als Frema Agyeman) ist eine britische Schauspielerin, die vor allem durch ihre Rolle der Dr. Martha Jones in Doctor Who und Torchwood bekannt ist.

## Biografie
Agyemans Mutter ist Iranerin, und ihr Vater stammt aus Ghana. Sie wuchs mit ihren beiden Geschwistern in einer Sozialbausiedlung in London Borough of Hackney auf und besuchte die katholische Gesamtschule Our Lady’s Convent. Im Jahr 1996 belegte Agyeman Theaterkurse an der Anna Scher Theatre School in Islington und im Sommer 1998 an der Radford University in Virginia. Nach der Schule studierte sie darstellende Kunst und Drama an der Middlesex University, wo sie 2000 abschloss.
Zu Beginn ihrer schauspielerischen Laufbahn hatte Agyeman lediglich kleinere Neben- und Gastrollen in verschiedenen Fernsehserien und Filmen von 2003 bis 2006. Ihren Unterhalt verdiente sie sich daher in einem örtlichen Videoladen. Wegen ihres bescheidenen Erfolgs dachte Agyeman darüber nach, der Schauspielerei den Rücken zu kehren.
Im Juli 2006 wurde bekannt, dass Agyeman ab der dritten Staffel von Doctor Who als Dr. Martha Jones mitspielen und so Billie Piper als Begleiterin des Doktors ablösen wird. Bereits zuvor hatte Agyeman eine Gastrolle in der Doctor-Who-Folge Army of Ghosts (Episode 2.12), bei deren Dreharbeiten der Serienmacher Russell T Davies auf sie aufmerksam wurde. Die bekanntere Michelle Ryan, die ebenfalls für eine Rolle als neue Begleiterin vorsprach, schied somit aus. 2007 spielte Agyeman in der gesamten dritten Staffel Martha Jones und kehrte 2008 für fünf Folgen in der vierten Staffel zurück. Dieselbe Rolle spielte sie 2008 im Doctor-Who-Ableger Torchwood in drei Folgen der zweiten Staffel.
Mit dem Erfolg kamen auch neue Rollen in weiteren Produktionen, so etwa für Little Dorrit, die Neuauflage von Survivors und die Moderation für mehrere Ausgaben der Doku-Soap Bizarre ER. Ab Anfang 2009 war Agyeman in der ITV-Serie Law & Order: UK, einem Spin-off des amerikanischen Originals Law & Order, als junge Prozessanwältin zu sehen.
In der 2013 erscheinenden Fernsehserie The Carrie Diaries des US-Senders The CW spielt Agyeman als Larissa Loughton. Die Serie ist die Verfilmung des gleichnamigen Roman sowie das Prequel zur Fernsehserie Sex and the City und erzählt die Geschichte der jungen Carrie Bradshaw, gespielt von AnnaSophia Robb.
Von 2015 bis 2018 spielte sie in der Erfolgsserie Sense8 als Partnerin der Transfrau Nomi mit. Zwischen 2018 und 2023 spielte sie an der Seite von Ryan Eggold die Rolle der Dr. Helen Sharpe in der Fernsehserie New Amsterdam.

## Filmografie (Auswahl)
- 2003: Crossroads (Fernsehserie)
- 2004: Aisha the American (Kurzfilm)
- 2004: Casualty (Fernsehserie, Folge 19x17)
- 2004, 2006: The Bill (Fernsehserie, 3 Folgen, verschiedene Rollen)
- 2005: Mile High (Fernsehserie, Folge 2x26)
- 2005: Silent Witness (Fernsehserie, Folge 9x03)
- 2006: Rulers and Dealers
- 2006–2010: Doctor Who (Fernsehserie, 20 Folgen)
- 2008: Torchwood (Fernsehserie, 3 Folgen)
- 2008: Klein Dorrit (Little Dorrit, Miniserie)
- 2008: Survivors (Fernsehserie, 2 Folgen)
- 2008–2010: Bizarre E.R. (Fernsehsendung, 30 Folgen, Stimme)
- 2009–2011: Law & Order: UK (Fernsehserie, 39 Folgen)
- 2013: Rubenesque (Fernsehfilm)
- 2013–2014: The Carrie Diaries (Fernsehserie, 22 Folgen)
- 2013–2015: Old Jack's Boat (Fernsehserie, 27 Folgen)
- 2014: Six Degrees of Assassination
- 2015: North v South
- 2015–2018: Sense8 (Fernsehserie, 23 Folgen)
- 2017: Eat Locals
- 2018–2023: New Amsterdam (Fernsehserie, 76 Folgen)
- 2021: Matrix Resurrections
- 2023: Dreamland (Fernsehserie, 6 Folgen)
- 2024: Romeo & Juliet

## Auszeichnungen
National Television Awards:
- 2007: Nominierung als Beliebteste Darstellerin für Doctor Who

Screen Nation Film & TV Awards:
- 2007: Gewonnen als Beliebteste TV-Darstellerin – Publikumswahl für Doctor Who